# Blomwijckerpad

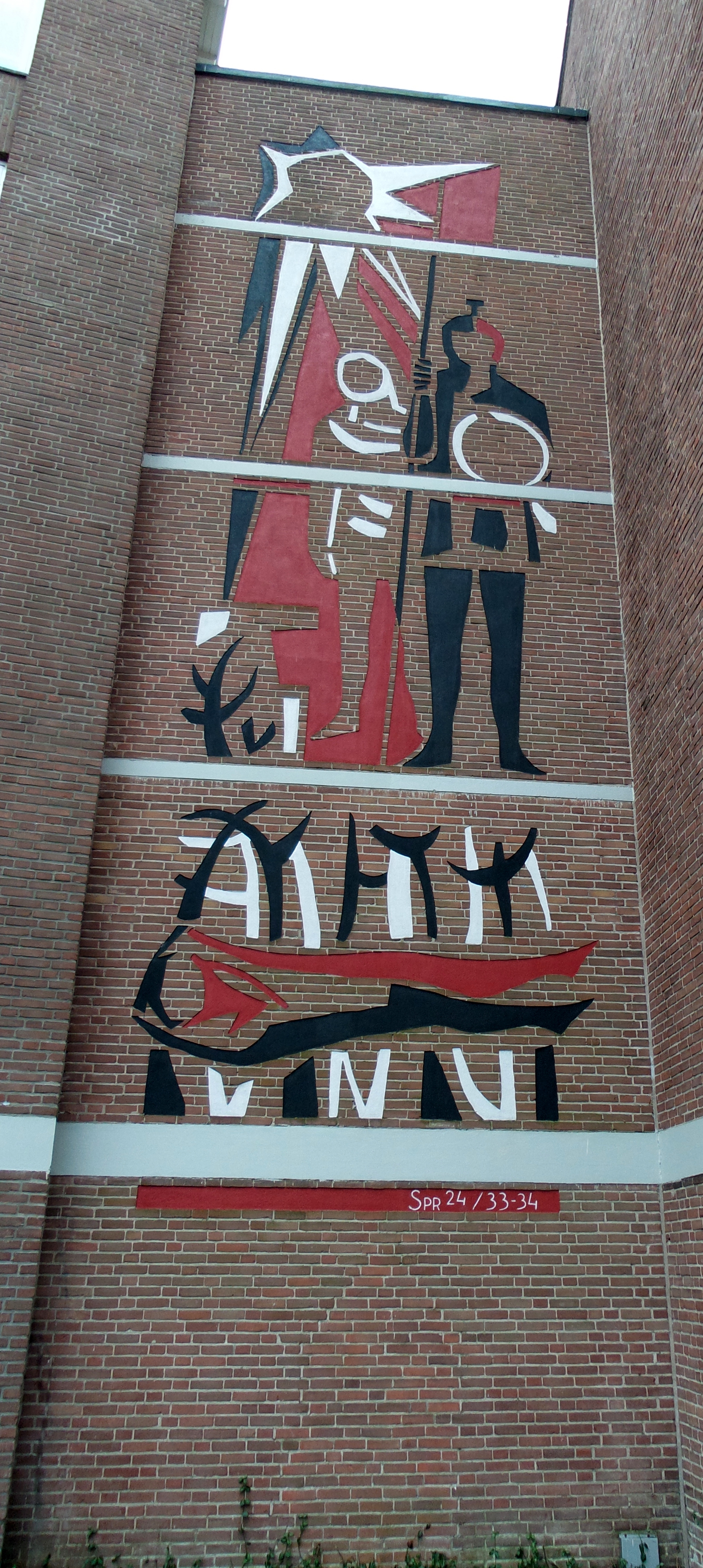
Krijger van Dick Zwiers uit 1960

Het Blomwijckerpad is een straat in Amsterdam Nieuw-West.

## Ligging
De straat in Osdorp is op 16 juli 1958 per raadsbesluit vernoemd naar een voormalig pad in de gemeente Sloten, van welke gemeente de gemeente Amsterdam het gebied had geannexeerd. Dwarsstraten zijn eveneens vernoemd naar gebieden dan wel gebouwen in Sloten. De straat begint aan de Notweg/Groenpad en eindigt op Hoekenes.

## Gebouwen
De straat heeft slechts één even huisnummer; op nummer 70 is een wijkhuis gevestigd (gegevens 2018). Alle overige huisnummers zijn oneven. Die zijn gelegen aan de zuidkant van de straat. Die woningen zijn verspreid over drie blokken van elk zes portiekwoningen. Ze bestaan uit een begane grond met bergingen en centrale ruimten; vier bouwlagen met de woningen en een zolderetage. Die blokken hebben samen met de bebouwing van de zuidelijke zijstraten en L-vorm. Het idee van die L-vorm is vermoedelijk afkomstig van stadsarchitecte Ko Mulder, die plaatsen inruimde voor spelende kinderen, die in de gaten gehouden konden worden door hun moeders op de omliggende balkons of vanuit de vensters. Daarbij is Blomwijckerpad 1-23 verbonden met Groenpad (voormalig weggetje in Sloten), Blomwijckerstraat 25-57 met Witte Klok (voormalige boerenhofstede in Sloten) en Blomwijcker pad 49 en 71 met Cromme Camp (voormalig terrein in Sloten). Het zijn woningen die rond 1959 zijn neergezet in opdracht van Woningstichting Patrimonium. Het zijn portiekwoningen, die in eerste instantie bedoeld waren voor protestantse bewoners. In 2019/2020 werden de flats na jaren discussiëren gerenoveerd door het Rotterdamse architectenbureau Vanschagen Architecten, waarbij in de stijl van de muurschilderingen, reliëfs tussen de raampartijen werden aangebracht die verwijzen naar de geschiedenis van het gebied.
Vanuit de noordzijde komen allerlei noord-zuidbebouwde zijstraten uit op het Blomwijckerpad. Blomwijckerpad 70 ligt aan die noordkant van de straat en vormt de hoek met Hoekenes.

## Kunst
Alle drie de woonblokken zijn aan de oostkant opgefleurd met reliëfs gebaseerd op Bijbelse teksten:
- de beeltenis op het eerste blok kreeg de titels mee Figuren en vuur of De gezegende man en is gebaseerd op Psalm 128 en is van Berend Hendriks
- de beeltenis op het tweede blok kreeg titels mee als Ladders of Huizenbouw; het is gebaseerd op Spreuken 24 (27); de beeltenis is van Lex Horn;
- de beeltenis op het derde blok kreeg titels mee als Een gewapend man of Krijger; het is gebaseerd op Spreuken 24 (33-34); ontwerper is Dick Zwiers;
- reliëfs tussen raamparijen.

## Blomwijckerbuurt
De straat is naamgever van de buurt Blomwijckerbuurt (in de volksmond Blomwijck). Het is het gebied tussen de Osdorpergracht (in het zuiden), Hoekenesgracht (in het westen), Osdorper Ban (in het noorden) en Geer Ban (in het oosten). Op de zuidgevel van Groenpad is een gevelmozaïek met de tekst te zien.

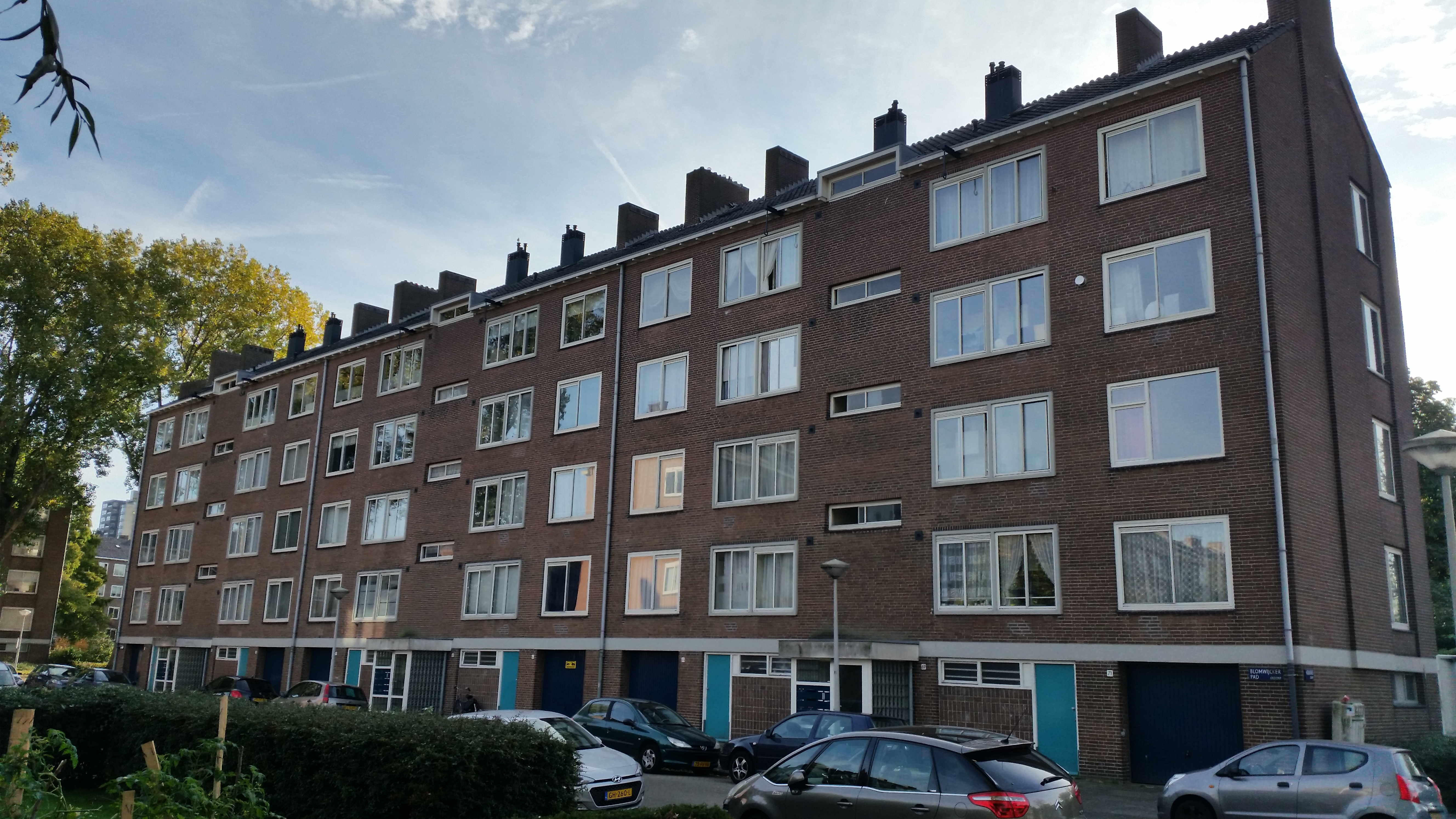
Blomwijckerpad 49-71 (oktober 2018; voor renovatie)

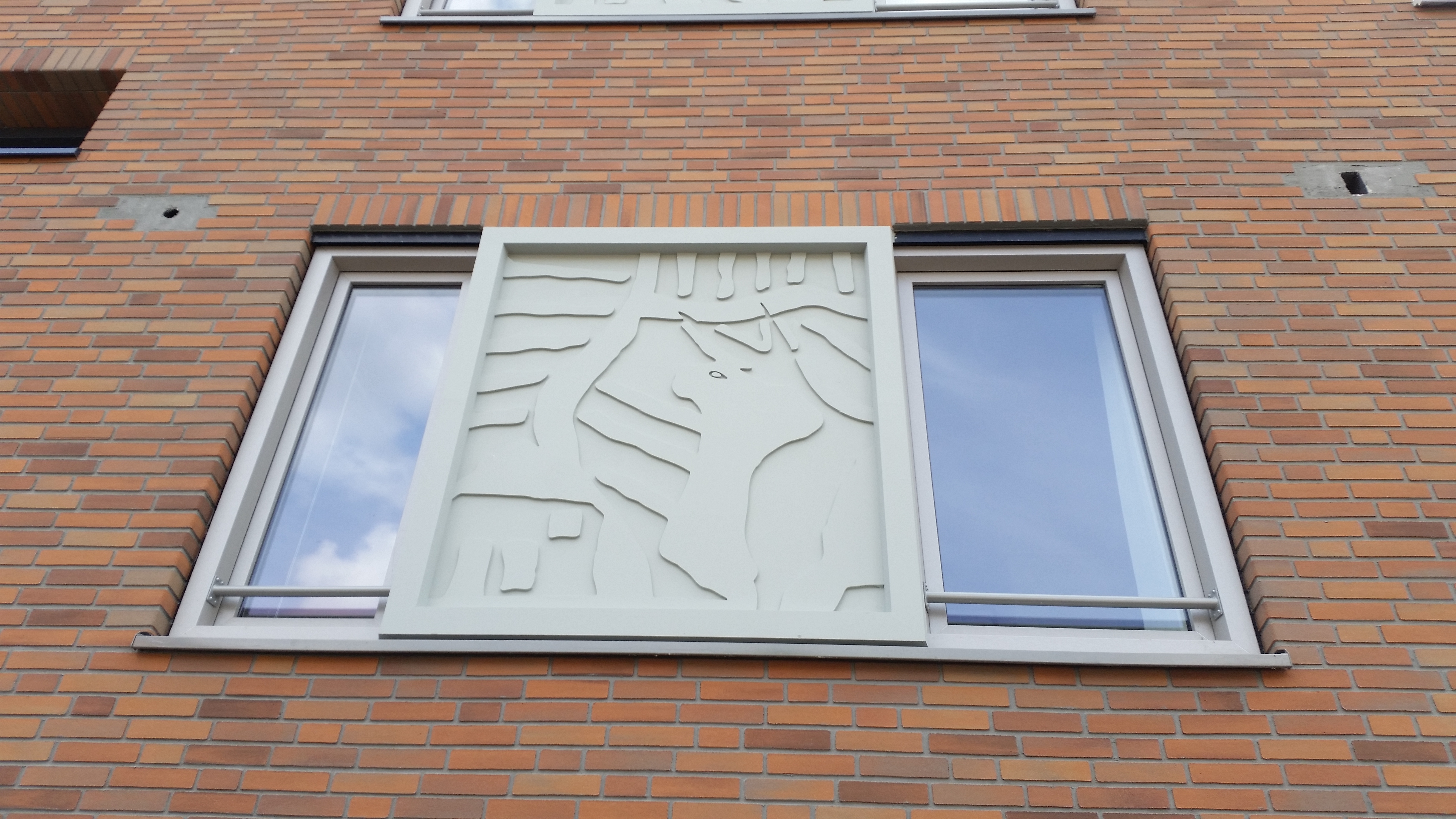
Een van de reliëfs uit 2020